# Cecalyphum undulatum
Cecalyphum undulatum là một loài rêu trong họ Dicranaceae. Loài này được Schrad. ex Brid. P. Beauv. mô tả khoa học đầu tiên năm 1805.